# Estahban
Estahban (perski: استهبان) – miasto w Iranie, w ostanie Fars. W 2006 roku miasto liczyło 33 101 mieszkańców.